# 羅瓦

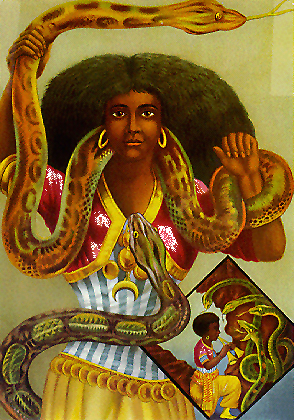
這張在1880年代在德國漢堡印製的圖裡呈現了一個舞蛇女，而這是是羅瓦水中大媽常見的形象。

羅瓦（loa，或拚作lwa），又译为洛阿，是海地巫毒和路易斯安那巫毒的神靈。:229他們亦被稱為「神秘者」（mystères）或「不可見者」，且是遠離塵世的創世者本爹（Bondye，此詞源自法語Bon Dieu，原意為「好天主」）與現世的中介。和天使與聖人不同的是，他們不僅僅是禱告時的聆聽者，也是被奉祀的對象。
羅瓦彼此間是不同的個體，各有其所喜好與厭惡的事物，以及特定的聖詩、歌曲、舞蹈、儀式、徽符（veve）和祭祀方法等。與一般的看法不同，羅瓦本身不是神，他們依附於遙遠的本爹之下，是作為中介的存在。:219

## 詞源
「羅瓦」這個字源自於法語的les lois，其意為「律法」。

## 習合
海地和美國路易斯安那州的埃維族與豐族奴隸，常將羅瓦與天主教的聖人習合，伏都教神壇上常常會展示天主教聖人的圖像，像是例如說力高爸常常就與聖彼得或者伯大尼的拉撒路習合。
在海地伏都教當中，習合的另一個形式就是直接將天主教聖人加入羅瓦之列（而非和固有的羅瓦習合），其中較為顯著的例子有菲洛梅娜、大天使米迦勒、猶達·達陡和施洗約翰等。

## 儀式
在儀式中，羅瓦會由洪安（houngan，男祭司）與滿婆 (mambo，女祭司)或者由博哥（bokor，男巫師）與甲必來他（caplata，女巫師）召喚，以參與儀式、接受祭品，及答應請求等。
羅瓦會藉由附身在參與者身上的方式來到儀式會場，這過程被以羅瓦「騎」到「被附身者」這匹「馬」身上做比喻，被附身的參與者又稱作Chwal。這個過程可以有些強烈，因為參與者的身體可能會顫抖、晃動，直到倒地為止。:62不過像是阿姨贊等部分的羅瓦，會以非常平靜的方式附身。
一些羅瓦會有著非常獨特的行為、特定的話語和做為等，使得他們可以被辨識。一旦一個羅瓦被辨識出來，和他們相關的符號就會呈現於他們面前。像例如說人們會給愛吉莉（被愛吉莉附身的人，以下皆同）一瓶粉紅色的香檳，她身上會噴灑她的香水，人們也會給她精緻的食物作為禮物，甚至她會在自己身上掛上珠寶；力高爸則會被給予他的枴杖、草帽和煙管等等；薩梅迪男爵（Baron Samedi）則會躺平在地上，而他周遭的巫毒教信徒則會裝扮他，並為他準備東西，就如人們在殮房裡所做的一般，還會在他的鼻子裡塞棉花（老杜瓦里埃被視為他的化身）。

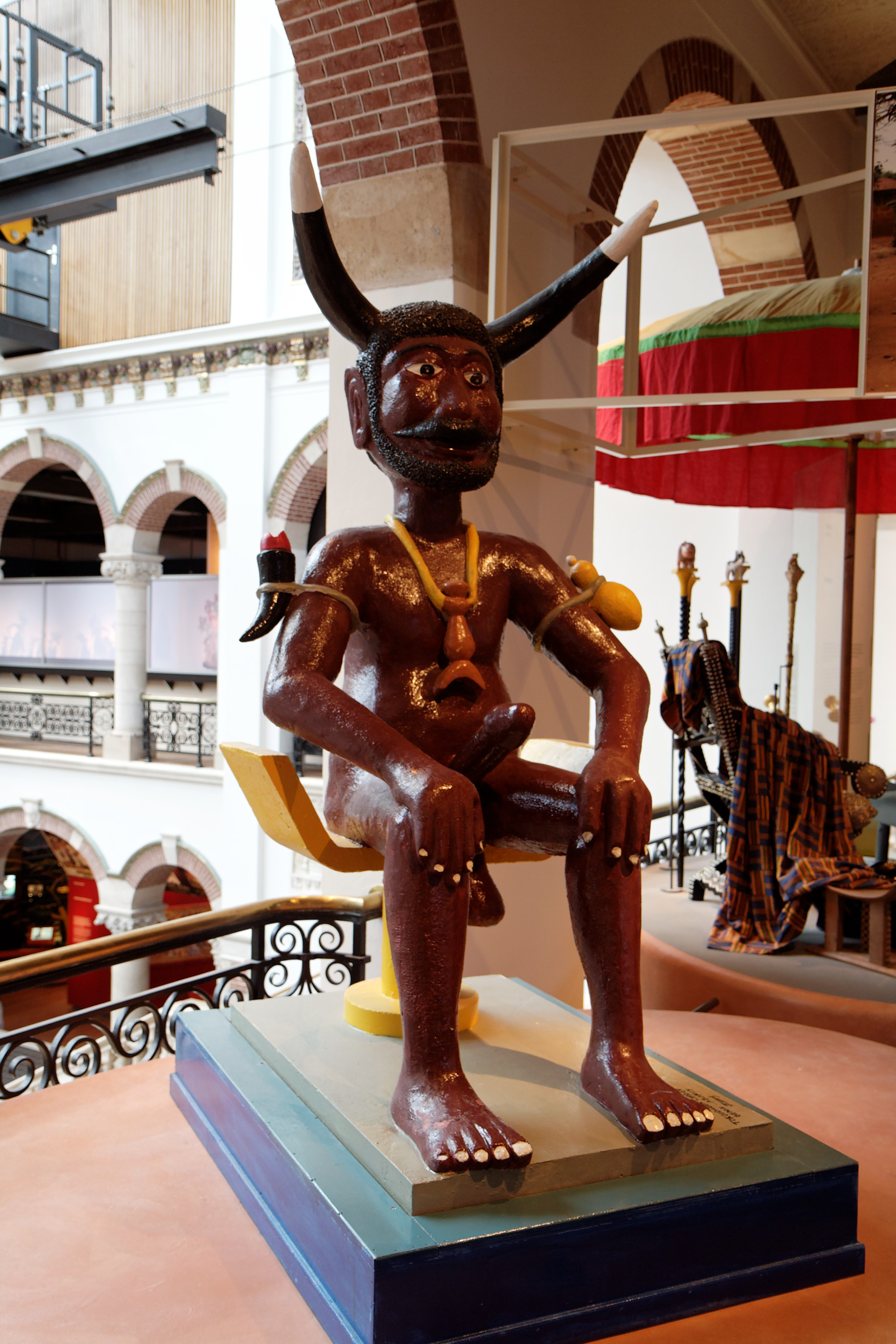
羅瓦力高爸的塑像，他是人類與羅瓦間的中介。力高爸常以老男人的形象出現，但在貝寧、奈及利亞和多哥，他通常是個年輕且充滿性慾的小夥子。

一旦羅瓦出現、得到餵食並給予協助或建言後，他們就會離開會場。一些羅瓦可以很難搞，像例如歸地族羅瓦就以「只要再一根煙或一杯飲料」而聞名；不過確保這些神靈得到適當的供奉，並讓他們不致失控，是洪安滿婆的工作。

## 分類
羅瓦可以分成好幾「族」（nanchons），像是老大族羅瓦（Rada loa，Rada又作Radha）、貝卓族羅瓦（Petro loa）、那高族羅瓦（Nago loa）、剛果族羅瓦和歸地族羅瓦（Guédé，或做Ghede、guede及Gede）等，及其他的一些族群等等。

### 老大族羅瓦
老大羅瓦通常較古老，其中的許多成員都來自達荷美王國和非洲的一些其他地方。老大羅瓦主要是水之靈，且許多老大羅瓦都以水來奉祀。老大羅瓦較為「冷靜」，因為他們的侵略性，比貝卓羅瓦來得低。許多老大羅瓦的代表色為白色，而特定的羅瓦也有自己的代表色。
像是力高爸、洛科（Loco或做Loko）、阿姨贊（Ayizan）、丹巴拉·維都（Damballa Wedo）與艾依達·維都（Ayida-Weddo）、愛吉莉（Maîtresse Mambo Erzulie Fréda Dahomey）、水中大媽（La Sirène，或Mami Wata）和阿圭（Agwé）等都是老大羅瓦的例子。

### 貝卓族羅瓦
貝卓羅瓦通常是些性情較為暴烈，有時富具侵略性及好戰的羅瓦。這些羅瓦常常與海地與新世界有關連。貝卓羅瓦的傳統代表色為紅色。
像是Ezili Dantor、Marinette和Met Kalfu等，都是貝卓羅瓦的例子。

### 剛果族羅瓦
剛果族羅瓦是源自剛果盆地地區的神靈，像是辛比羅瓦（Simbi）就是其中的例子。其他剛果族羅瓦的例子有瑪里內特（Marinette）這個凶暴且讓人懼怕的女性羅瓦等等。

### 那高族羅瓦
那高族羅瓦源自約魯巴地區，這個族群包含了許多的歐高溫羅瓦（Ogoun loa）

### 歸地族羅瓦
歸地族羅瓦是死者的靈魂，它們由十字架爵士（Baron La Croix）、薩梅迪男爵（Baron Samedi）、墳場爵士（Baron Cimetière）、科里米涅爾（Baron Kriminel）等「爵士」和碧姬老母（Maman Brigitte）所領導。做為一個群體的歸地族羅瓦是群吵鬧、粗魯（但很少真的讓人感到羞辱）、有性慾且常常充滿樂趣的存在。作為曾經活過的人，他們無所畏懼，且當他們降臨時，其行為會反映出他們生前的性格、經歷和習性等。他們的傳統代表色為黑色與紫色。

## 參照
1. 1 2  Anthony B. Pinn. "The African American Religious Experience in America" Greenwood Press, 2005.
2. ↑  Anderson, Jeffrey E. : 83. 2009  [18 July 2016]. ISBN 9780313342219.
3. ↑  Ramsey, Kate. : 56. 2014  [18 July 2016]. ISBN 9780226703817.
4. 1 2  Filan, Kenaz. . Inner Traditions/Bear. 2006: 56  [2018-11-11]. ISBN 978-1-59477-995-4. （原始内容存档于2017-04-08）.

## 外部連結
- Webster list of loa （页面存档备份，存于）

Template:Afro-American Religions